# سان فرناندو (ترینیداد و توباگو)
سان فرناندو (به انگلیسی: San Fernando) دومین شهر بزرگ جمهوری ترینیداد و توباگو پس از چاگواناس است. این شهر با وسعت ۱۸ کیلومتر مربع در جنوب غربی جزیره ترینیداد بر کرانهٔ خلیج پاریا جای گرفته‌است.
جمعیت این شهر پر پایه آمار سال ۲۰۰۰ برابر با ۵۵٬۴۱۹ نفر بوده‌است.

## نگارخانه

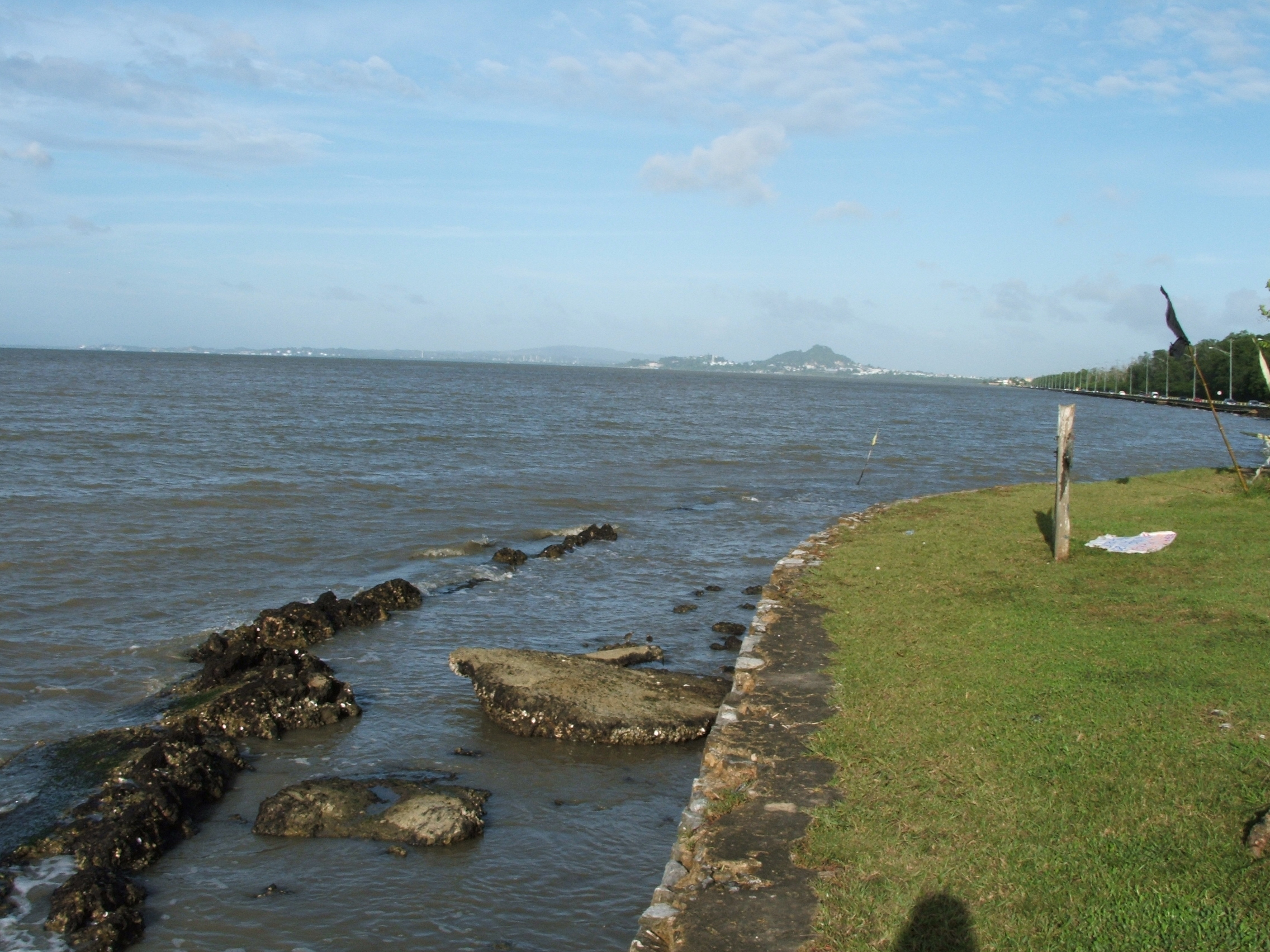
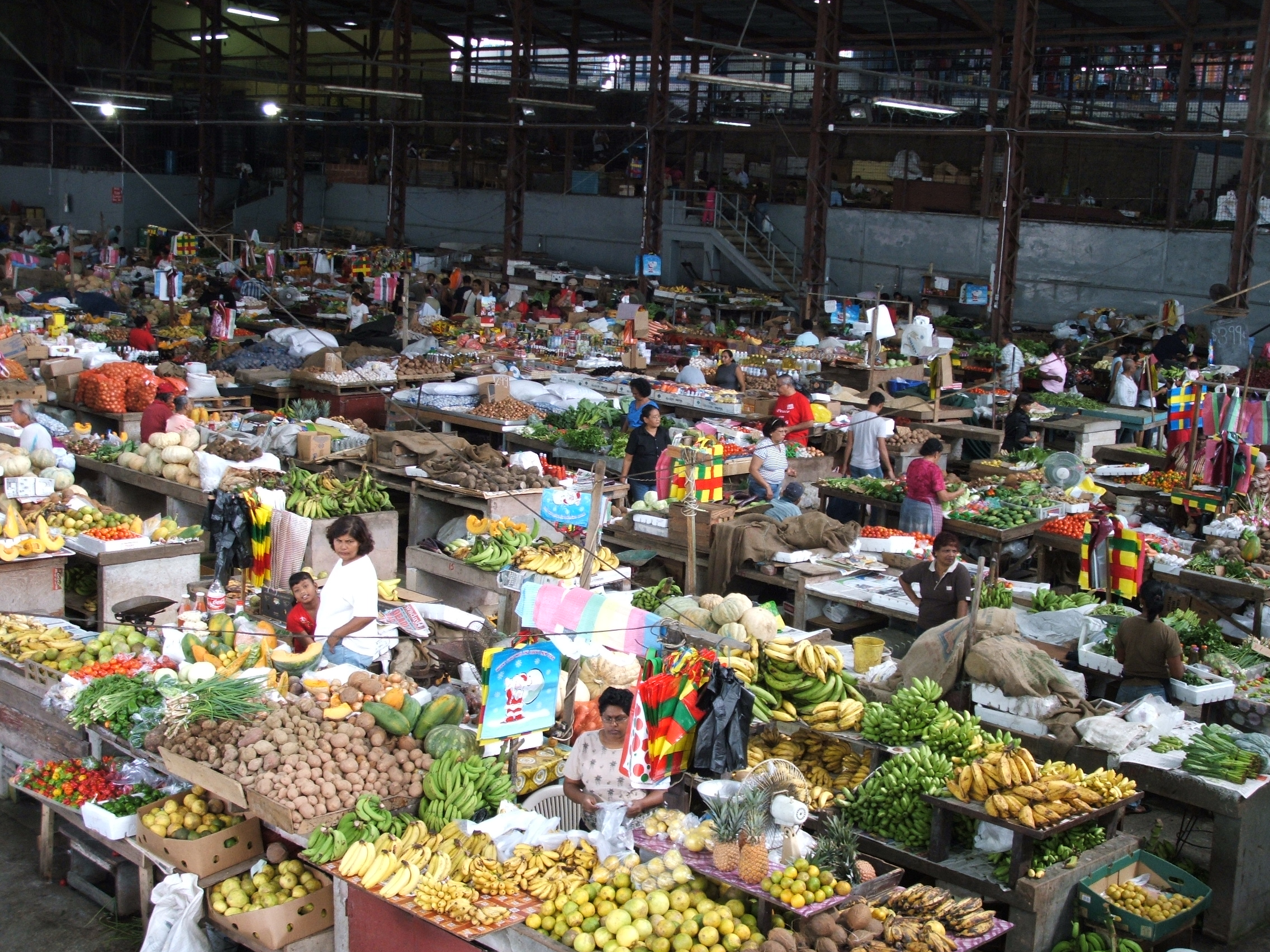
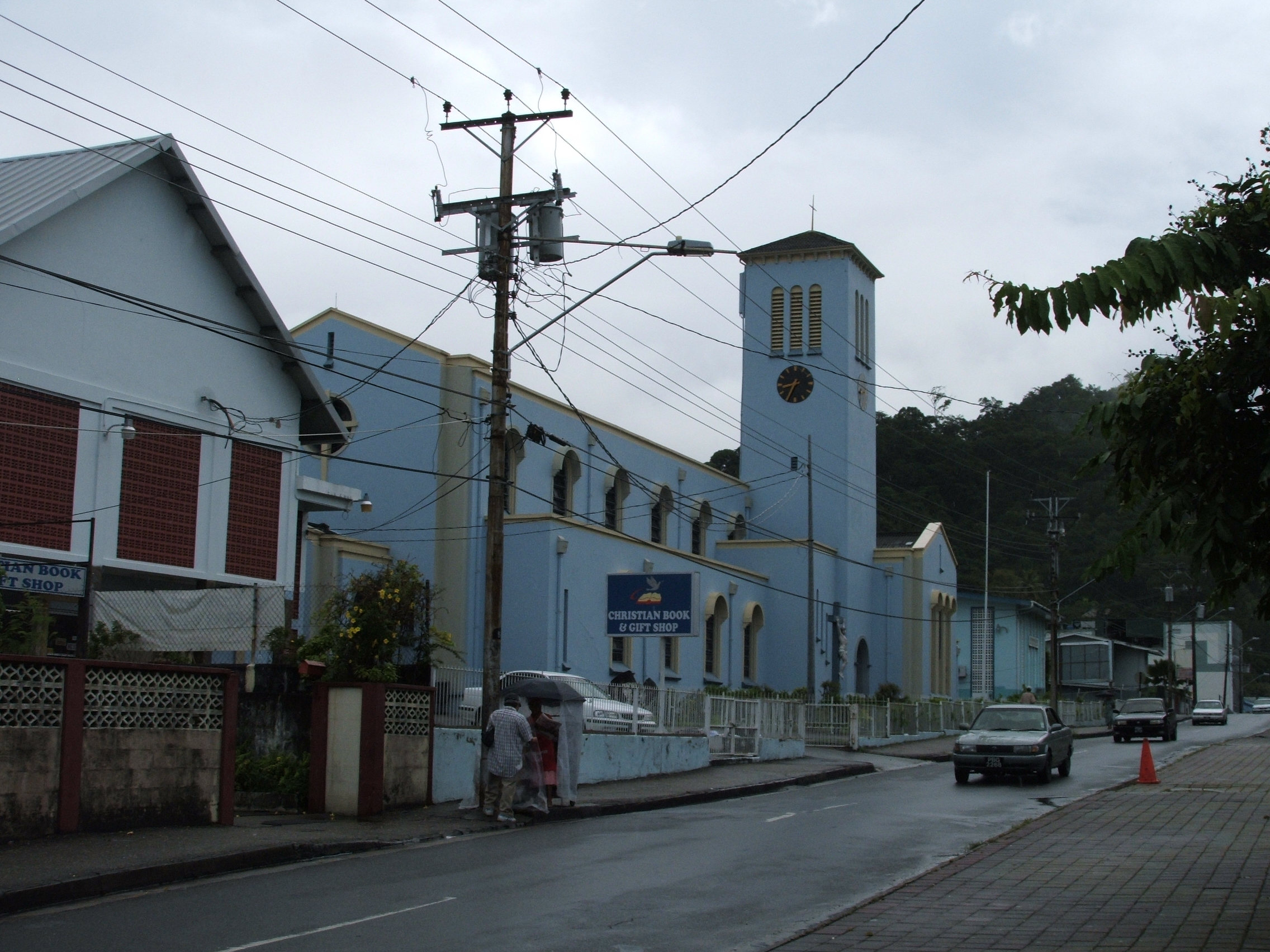
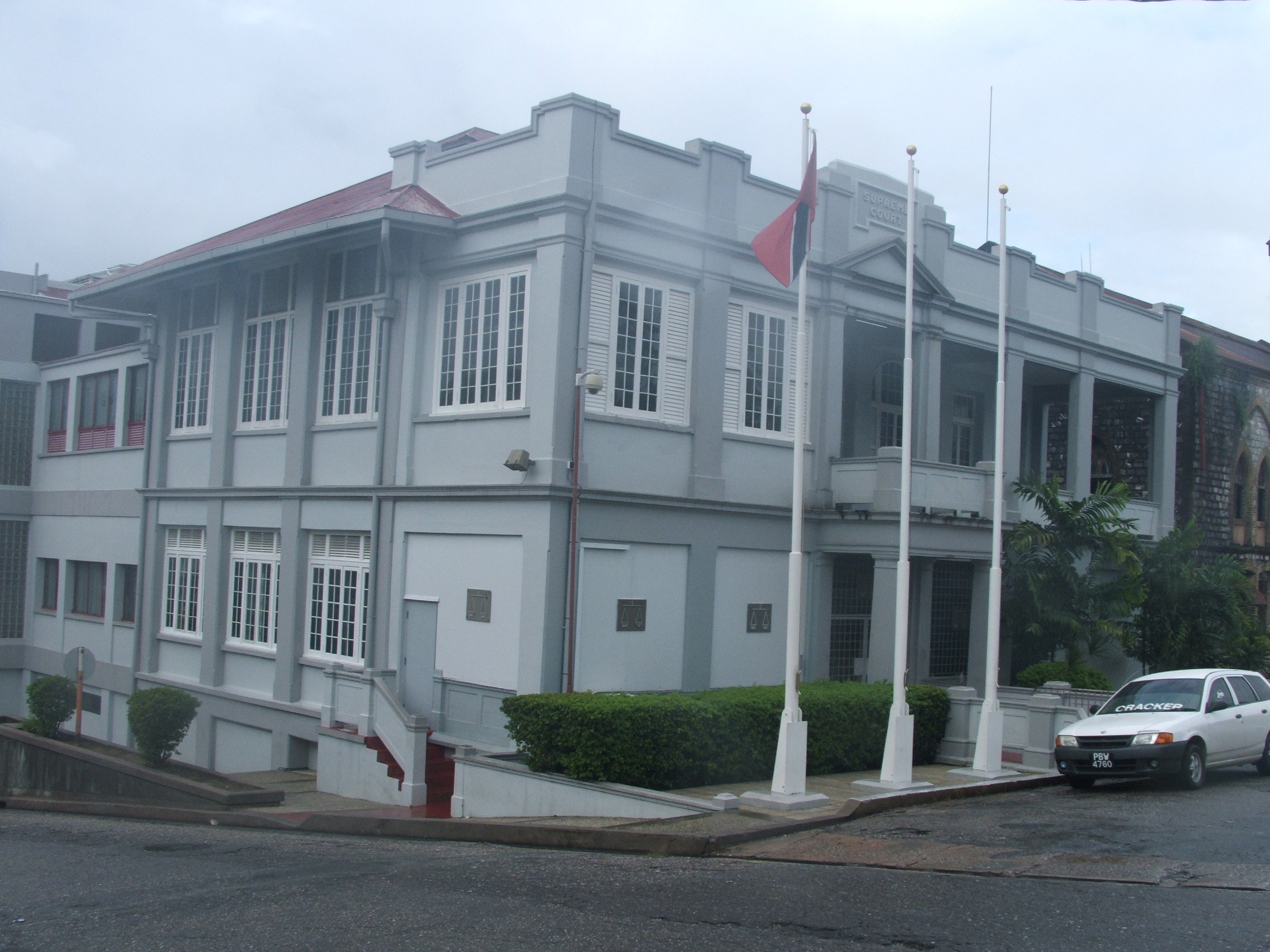
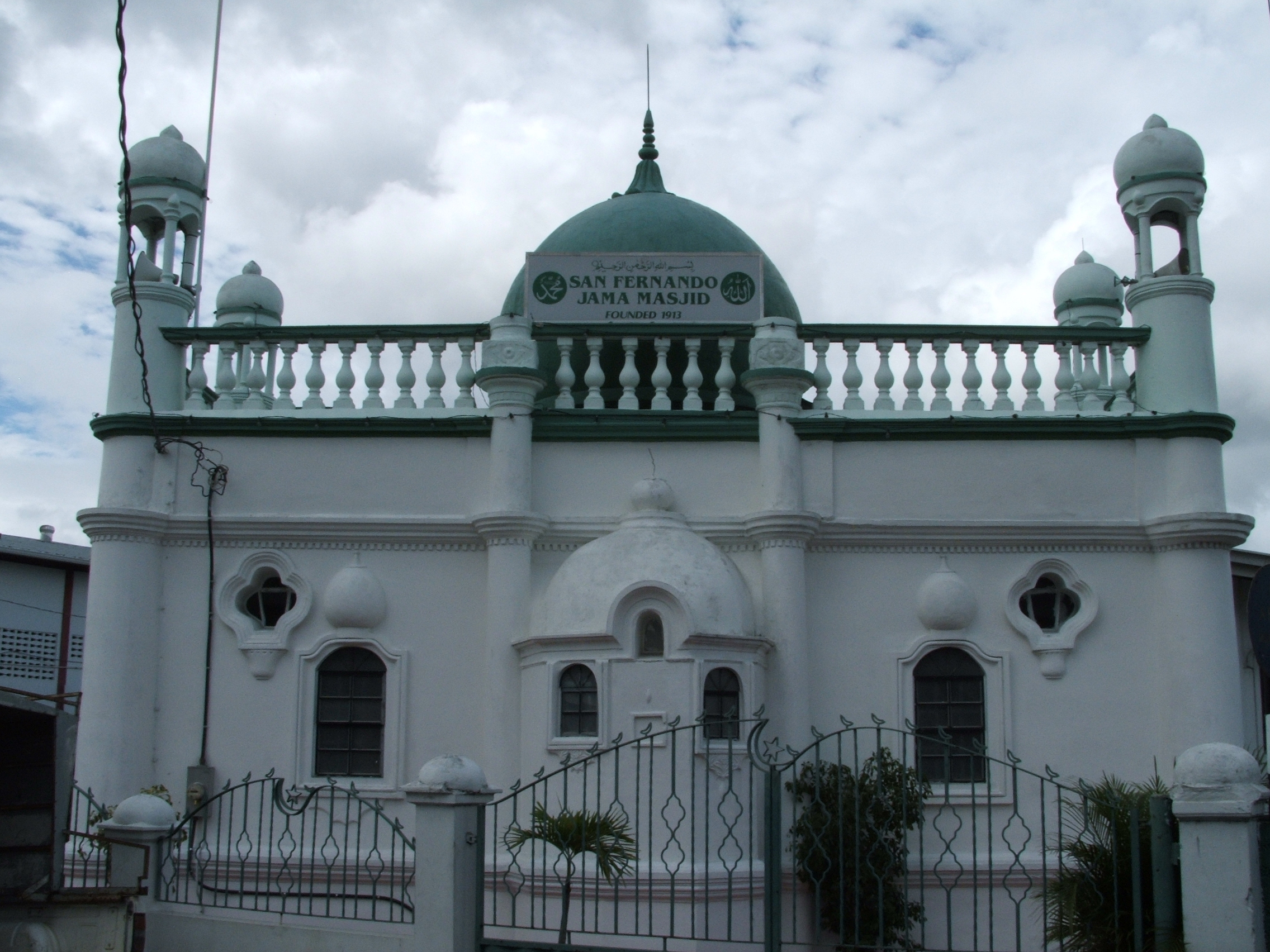
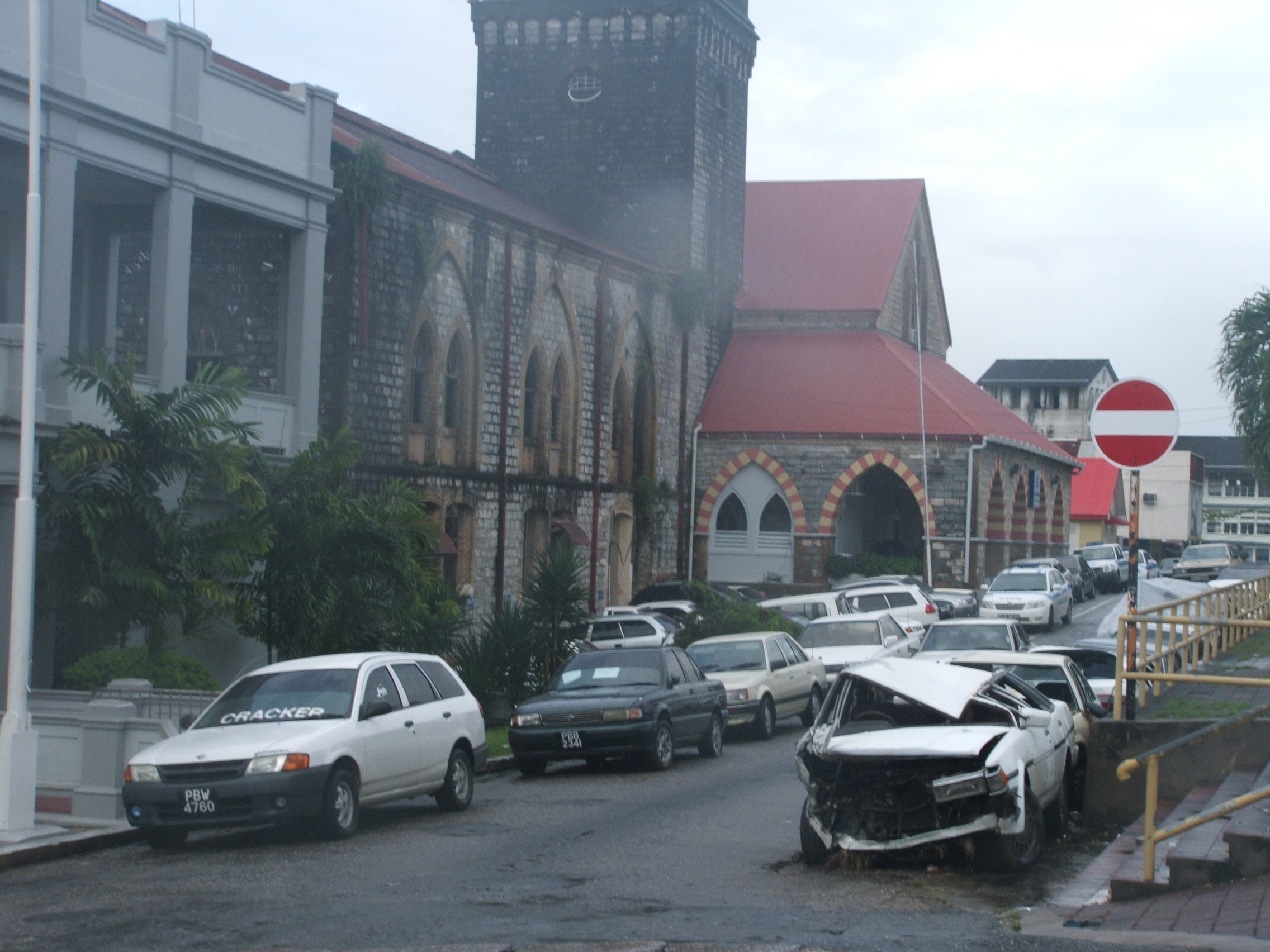
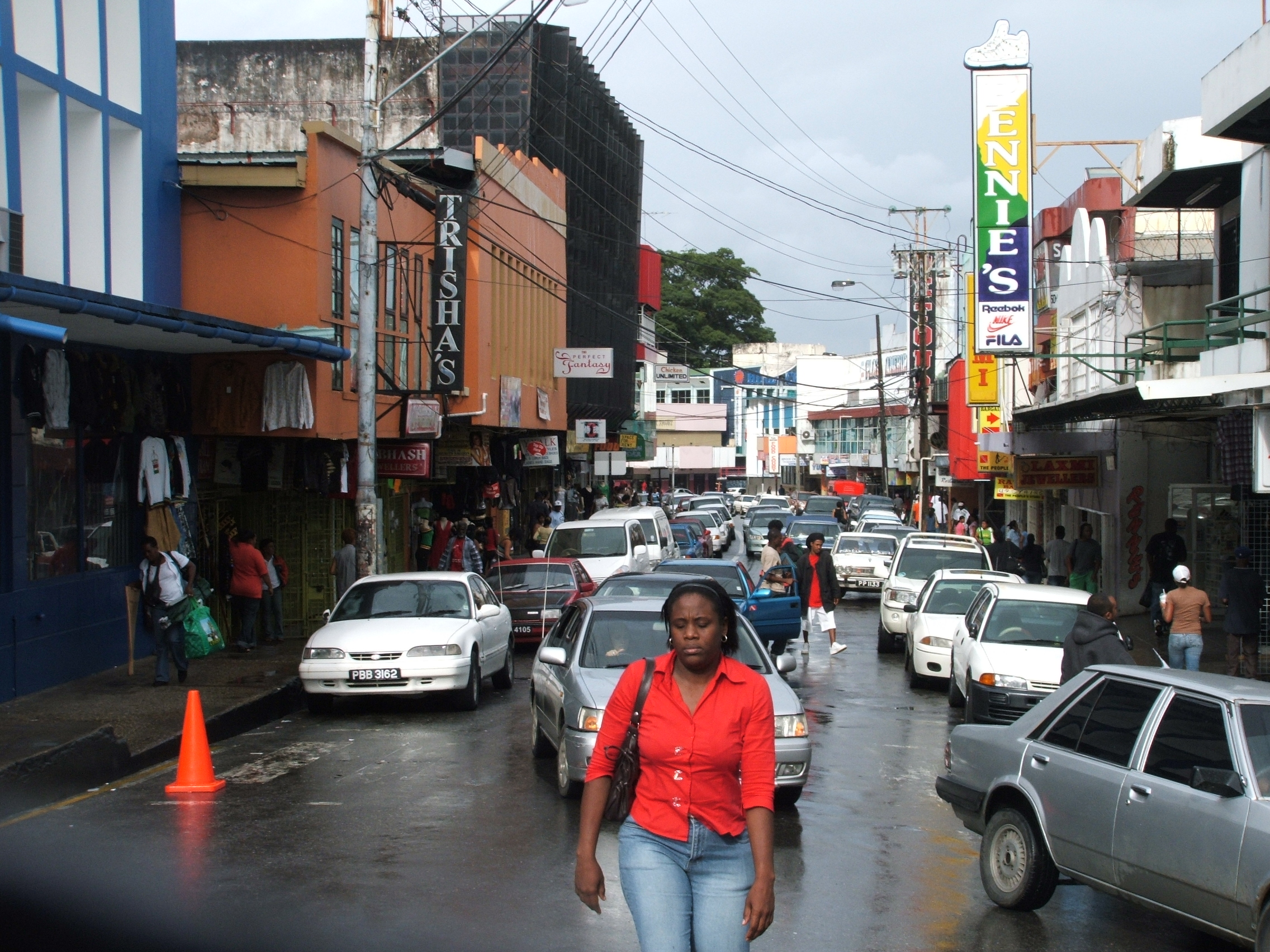